# ロングタイム・コンパニオン
『ロングタイム・コンパニオン』（Longtime Companion）は、1990年制作のアメリカ映画。
1980年代のアメリカを舞台に、ゲイコミュニティにおけるエイズの流行と混乱を描く。

## ストーリー
1981年7月3日付のニューヨーク・タイムズ紙に、ゲイの間で流行しているという「新たな癌」についての記事が掲載された。そのことで、ウィリーをはじめ彼の友人たちの間にも不安が広がっていく。その後まもなくして、仲間の一人であるジョンが発病したことで、彼らの不安は現実のものとなる。

## キャスト
- ウィリー - キャンベル・スコット
- デイヴィッド - ブルース・デイヴィソン
- ジョン - ダーモット・マローニー
- リサ - メアリー＝ルイーズ・パーカー
- ハワード - パトリック・キャシディ（英語版）
- ショーン - マーク・ラモス
- ファジー - スティーヴン・キャフリー
- 医師 - トニー・シャルーブ

## 受賞・ノミネート
- サンダンス映画祭 観客賞 （ドラマ部門）
- 全米映画批評家協会賞 助演男優賞 （ブルース・デイヴィソン）
- ニューヨーク映画批評家協会賞 助演男優賞 （ブルース・デイヴィソン）
- インディペンデント・スピリット賞 助演男優賞 （ブルース・デイヴィソン）
- ゴールデングローブ賞 助演男優賞 （ブルース・デイヴィソン）
- アカデミー助演男優賞 （ブルース・デイヴィソン）　※ノミネート